# Privatflyg
Som privatflyg (privatflygning) i räknas all annan civil flygverksamhet än:
- luftfart i förvärvssyfte
- luftfartsverksamhet av särskild art eller
- skolflyg utan förvärvssyfte

Definitionen innebär att segelflygning, flygning med ultralätta flygplan och firmaflyg (även med jetflygplan) alla är privatflyg. Även en flygplanstillverkares utprovning av en ny flygplantyp räknas som privatflyg.
En person med ett privatflygarcertifikat har vanligen utbildats på ett enmotorigt flygplan av typ Cessna 150, Cessna 172, Piper PA-28 eller liknande och är därmed kvalificerad att utöva privatflygning med just denna flygplantyp. För att utöva privatflygning med ett annat flygplan i en internationellt erkänd kategori (i huvudsak ett motordrivet flygplan med certifieringskrav högre än för ett ultralätt flygplan, även ett flermotorigt jetflygplan) eller ett experimentklassat flygplan krävs särskild inflygning på typen och i tillämpliga fall utbildning på annan klass (flermotorflygplan eller sjöflygplan). Att flyga ett ultralätt flygplan klass B med ett privatflygarcertifikat kräver likaså inflygning på den ultralätta flygplantypen (och behörigheten skall skrivas in i certifikatet), men därutöver krävs ingen ytterligare utbildning. För att få utöva segelflygning krävs däremot, trots privatflygarcertifikatet, särskild segelflygutbildning i någon segelflygklubbs eller Svenska segelflygförbundets regi och därefter ett utfärdat segelflygarcertifikat. För att utöva privatflygning med helikopter krävs särskild utbildning på helikopter och certifikat PPL-H.
För privatflygning med flygplan vars högsta tillåtna flygvikt överstiger 5700 kg skall befälhavaren ha stöd av en operativ organisation, som är godkänd av Transportstyrelsen.
Grundläggande är att piloten eller organisationen inte får ta betalt för passagerare, gods eller tjänst av något slag. Överträdelse av denna regel brukar informellt kallas svartflyg.